# Ana Wagener

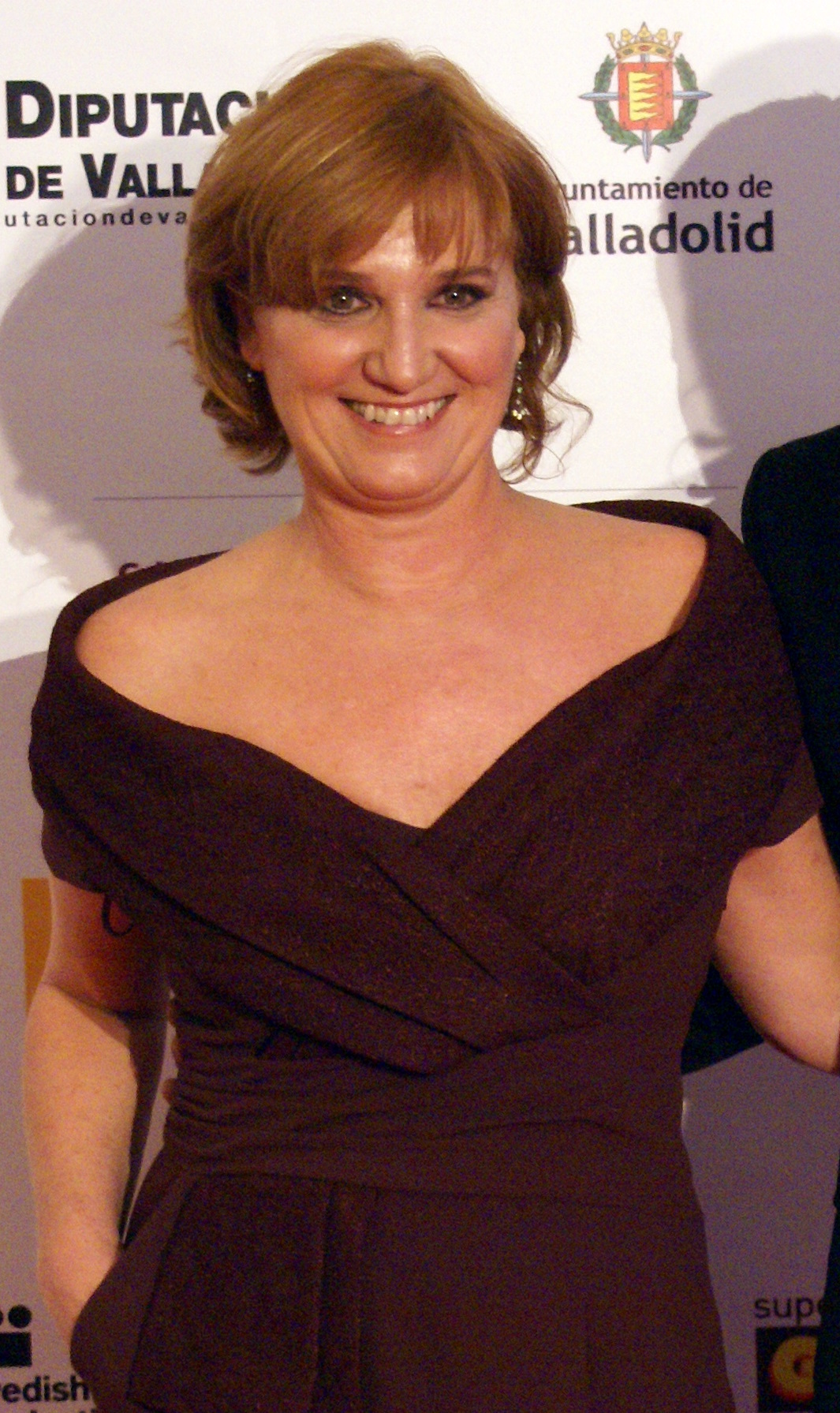
Ana Wagener

Ana Wagener (* 1962 in Las Palmas de Gran Canaria)  ist eine spanische Theater-, TV- und Filmschauspielern.

## Leben
Ihre Karriere begann am Theater mit Aufführungen wie Los domingos matan más hombres que las bombas und Luces de bohemia; später wurde sie als Fernsehkommissarin bekannt. Ihren ersten großen Filmerfolg hatte sie 2000 mit El bola 2005 mit Torremolinos 73.
2006 gewann sie in der Kategorie „Beste Schauspielerin“ im Film „Morir, dormir, soñar“ (2005) den erstmals vergebenen "AISGE Award" der Iberoamerican Short Film Competition und den „Silver Biznaga“ des Filmfestivals Málaga.
2012 gewann Wagener für ihre Nebenrolle in Benito Zambranos Kriegsdrama La voz dormida Spaniens wichtigsten Filmpreis Goya als beste Nebendarstellerin.
Für die spanische Netflixserie Rein privat, spielte sie die Rolle als Ermittlerin Alicia Vásquez.

## Filmografie (Auswahl)
- 2000: El bola
- 2002: Onán
- 2003: Sin hogar
- 2003: La suerte dormida
- 2004: El 7 Day aka The 7th Day
- 2004: Las voces de la noche aka Voices in the Night
- 2004: Horas de luz
- 2005: Morir, dormir, soñar
- 2005: Torremolinos 73
- 2005: 7 Jungfrauen (7 vírgenes)
- 2005: Vida y Color aka Life in Color
- 2006: Dunkelblaufastschwarz (AzulOscuroCasiNegro)
- 2010: Kidnapped – Du dachtest, du bist zuhause sicher (Secuestrados)
- 2010: Biutiful
- 2011: La voz dormida
- 2014: Der heimliche Freund (A escondidas)
- 2016: Der unsichtbare Gast (Contratiempo)
- 2018: Parallelwelten (Durante la tormenta)
- 2018: Macht des Geldes (El reino)
- 2019: Das Tal der vergessenen Kinder (Legado en los huesos)
- 2020: Das Tal der geheimen Gräber (Ofrenda a la tormenta)
- 2022: Willkommen auf Eden (Bienvenidos a Edén, Fernsehserie)
- 2022: Rein privat (Intimidad, Miniserie)